# Wapen van De Veenhoop

Wapen van De Tike

Het wapen van De Veenhoop is het dorpswapen van het Nederlandse dorp De Veenhoop, in de Friese gemeente Smallingerland. Het wapen werd in 2015 geregistreerd.

## Beschrijving
De blazoenering van het wapen luidt als volgt:
In blauw een gouden skûtsje, boven vergezeld van een gouden klaverblad en varend op een schildvoet, geblokt van zwart en zilver in vijf rijen van vijf liggende blokken.
De heraldische kleuren zijn: azuur (blauw), goud (goud), sabel (zwart) en zilver (zilver).

## Symboliek
- Blauw veld: duidt op het water in de omgeving, de Wijde Ee.[3]
- Skûtsje: skûtsjes werden eertijds gebruikt voor het vervoer van turf. Nog steeds worden bij De Veenhoop wedstrijden gehouden van de SKS.[1]
- Klavers: symbool voor de veehouderij in de omgeving van het dorp.[1]
- Geblokte schildvoet: overgenomen uit het wapen van de Groote Veenpolder in Opsterland en Smallingerland. Dit verwijst naar het deel "veen" in de plaatsnaam.[1]

## Verwante wapens

Wapen van Groote Veenpolder in Opsterland en Smallingerland

## Zie ook

Vlag van De Veenhoop